# Balada das palavras perdidas
Balada das palavras perdidas é uma música interpretada pela cantora portuguesa Madalena Iglésias, e foi composta exclusivamente para concorrer ao Festival RTP da Canção 1964 e representar Portugal no Festival Eurovisão da Canção 1964. A canção posicionou-se em 5º lugar com 30 pontos, não representando, assim, Portugal no Festival Eurovisão da Canção.